# バンダイエッジ
バンダイエッジとはプラモデルの部品の鋭いエッジの部分を落とし、鈍い角度に成形された面を意味する、モデラー間の通称。

## 概要
主に金型の保護やエッジが薄くなることで生産時の歩留まりが悪化することを防ぐ目的と見られるが、他にも小さな子供が扱うことも多いガンプラなどでは、玩具安全基準に従い、鋭い部品で怪我をしないようわざと角の部分が落とされる。これが通称「バンダイエッジ」である。高い安全基準を持つバンダイの製品でよく見られることからこの呼ばれるが、他メーカーの製品でも見られる。
面が直角に交わる部分を斜めに切り落として作られるC面とも似ているが、C面が情報量を増やす目的でデザイン的に設けられる場合が多いのに対し、バンダイエッジは上記の目的で設けられていると見られる。
バンダイエッジが付いていると、スケールモデルや一部のガレージキットなどと比べて精密感が失われるため、こだわりがある製作者はヤスリなどの工具を用いて本来あるべき形状に部品を修整することがある。バンダイエッジが修正された作品は本来存在しない面が無くなり、全体が引き締まって見えるからである。